# Flums
Flums är en ort och kommun i distriktet Sarganserland i kantonen Sankt Gallen, Schweiz. Kommunen har 5 347 invånare (2023).
I kommunen finns även skid- och vandringsområdet Flumserberg med ett antal mindre byar. Skidåkaren och OS-guldmedaljören Marie-Theres Nadig kommer från Flums.